# Atlas Guadalajara
Atlas Fútbol Club, vaak Atlas Guadalajara genoemd, is een Mexicaanse voetbalclub uit Guadalajara. De club is opgericht op 15 augustus 1916. Thuisstadion is het immense Estadio Jalisco. Het Estadio Jalisco was ook een van de stadions tijdens het Wereldkampioenschap Voetbal van 1986.
De ploeg is net gelijk het Spaanse Sporting Gijón in handen van de Mexicaanse firma Grupo Orlegi van de zakenman Alejandro Irarragorri

## Erelijst
- Landskampioen

1951
2021 Apertura

## Bekende (oud-)spelers
- Abel
- Jared Borgetti
- Alberto Cardaccio
- José de Jesús Corona
- Gustavo Dezotti
- Andrés Guardado
- Rafael Márquez
- Nicolás Olivera
- Daniel Osorno
- Pável Pardo
- Miguel Pinto
- Robert
- Hugo Rodallega
- Efraín Sánchez
- Oswaldo Sánchez
- Robert Siboldi
- Miguel Zepeda